# 撒谎者
《撒谎者》，古罗马剧作家普劳图斯的喜剧作品。
普劳图斯的代表性作品有：《孪生兄弟》、《凶宅》、《一坛黄金》、《撒谎者》、《吹牛军人》。

## 内容
该剧主人公是“普修多卢斯”。
普修多卢斯是一名奴隶，他虽然地位低下，但是智谋高超，喜好帮助别人，他帮助他的主人得到了心爱的女人。